# 刘胄
刘胄（?—233年）是三国时期蜀汉的南夷首领。
蜀汉建兴九年（231年），张翼任庲降都督、绥南中郎将。张翼性格刚毅，执行法律严明，不迎合世俗的喜好。建兴十一年（233年），南夷首领刘胄反叛，战乱波及多个郡，张翼率军讨伐刘胄。刘胄尚未被打败，恰逢张翼受到朝廷征召要返回，庲降都督一职由马忠接任，众部下都认为张翼应该迅速骑马前去请罪，张翼说：“不能这样，我是因为蛮夷部族骚乱，不称职而回朝的，但是接替我的人还没有到，我正身临战场，应该组织运输、屯积粮草，作为消灭叛贼的物资，怎么能因为免除官职的缘故而荒废国家的政事呢？”于是统领事务毫不懈怠，接替的人来到后他才出发。丞相诸葛亮听说张翼的事迹后，非常赞赏他。马忠依靠张翼打下的基础，在同年打败刘胄，平定蜀汉的南方地区。蜀汉朝廷加封马忠为监军、奋威将军，封博阳亭侯。
在征讨刘胄的战斗中，马忠的属下张嶷经常表现出众，并最终斩杀刘胄。
诸葛亮去世后，蜀汉朝廷追论张翼征讨刘胄的功劳，封张翼为关内侯。